# Campeonato Gaúcho de Futebol de 2021 - Segunda Divisão
O Campeonato Gaúcho de Futebol - Segunda Divisão de 2021 foi a 20ª edição do terceiro nível do futebol gaúcho. A competição, organizada pela Federação Gaúcha de Futebol, foi disputada por catorze equipes entre os meses de maio e julho e garantiu o acesso à Divisão de Acesso de 2022 ao campeão e vice-campeão da competição. Gaúcho e Santa Cruz-RS gararantiram as vagas após se classificarem para as finais.
Um dos pontos de destaque da competição foi o retorno do Riograndense ao futebol profissional, após 17 anos. Outro ponto importante foi a realização de jogos sem público durante o campeonato, devido à Pandemia de COVID-19.

## Fórmula de Disputa
- 1ª Fase: As equipes foram divididas em três grupos (um com quatro equipes e dois com cinco), em que haverá confrontos em turno e returno dentro dos grupos. Classificam-se para a fase seguinte os três melhores times dos grupos com cinco equipes e os dois melhores do grupo com quatro equipes[1].
- 2ª, 3ª e 4ª Fases: Consistem em jogos eliminatórios disputados em ida-e-volta, com o mando de campo da segunda partida será do time com melhor aproveitamento técnico acumulado[1].
- Acesso: Garantem vaga na Série A2 de 2022 as equipes classificadas às finais[1].

## Participantes
Inicialmente divulgados, Farroupilha, Garibaldi e Santo Ângelo desistiram de participar, com a FGF anunciando que a multa por desistência que estes clubes teriam que pagar seria revertida para o combate à COVID-19. Por outro lado, o único clube que não havia se inscrito para 2020 mas se inscreveu para este ano foi o Elite
- Farroupilha, Garibaldi, Real e Santo Ângelo desistiram da competição.[7]

### Desistências
- Farroupilha desistiu por falta de patrocinadores[8].
- Garibaldi desistiu por causa da superlotação do sistema de saúde na cidade de Garibaldi devido à Pandemia de COVID-19[9]
- Real desistiu, sem ter o motivo revelado[10]
- Santo Ângelo também desistiu por causa da situação pandêmica[11]

## 1ª Fase

### Grupo A
| Grupo A | Grupo A     | Grupo A | Grupo A | Grupo A | Grupo A | Grupo A | Grupo A | Grupo A | Grupo A | Grupo A |
| Pos     | Times       | Pts     | J       | V       | E       | D       | GP      | GC      | SG      | %       |
| ------- | ----------- | ------- | ------- | ------- | ------- | ------- | ------- | ------- | ------- | ------- |
| 1       | Gaúcho      | 19      | 8       | 6       | 1       | 1       | 13      | 5       | +8      | 79      |
| 2       | São Borja   | 16      | 8       | 5       | 1       | 2       | 9       | 3       | +6      | 67      |
| 3       | Elite       | 12      | 8       | 4       | 0       | 4       | 10      | 12      | –2      | 50      |
| 4       | Três Passos | 9       | 8       | 3       | 0       | 5       | 6       | 8       | –2      | 38      |
| 5       | Marau       | 2       | 8       | 0       | 2       | 6       | 6       | 16      | –10     | 8       |

|  |                                      |
|  | Equipes classificadas à Segunda Fase |

| Elite       |     | 1–0 | 2–1 | 1–4 | 0–1 |
| Gaúcho      | 2–1 |     | 4–0 | 1–0 | 1–0 |
| Marau       | 2–3 | 2–2 |     | 0–0 | 0–1 |
| São Borja   | 1–0 | 0–1 | 2–0 |     | 1–0 |
| Três Passos | 1–2 | 1–2 | 2–1 | 0–1 |     |

|  |                      |
|  | Vitória do Mandante  |
|  | Empate               |
|  | Vitória do Visitante |

### Grupo B
| Grupo B | Grupo B      | Grupo B | Grupo B | Grupo B | Grupo B | Grupo B | Grupo B | Grupo B | Grupo B | Grupo B |
| Pos     | Times        | Pts     | J       | V       | E       | D       | GP      | GC      | SG      | %       |
| ------- | ------------ | ------- | ------- | ------- | ------- | ------- | ------- | ------- | ------- | ------- |
| 1       | 12 Horas     | 10      | 6       | 3       | 1       | 2       | 8       | 8       | 0       | 56      |
| 2       | Rio Grande   | 9       | 6       | 2       | 3       | 1       | 6       | 5       | +1      | 50      |
| 3       | Riopardense  | 8       | 6       | 2       | 2       | 2       | 4       | 4       | 0       | 44      |
| 4       | Riograndense | 5       | 6       | 1       | 2       | 3       | 7       | 8       | –1      | 28      |

|  |                                      |
|  | Equipes classificadas à Segunda Fase |

| 12 Horas     |     | 3–2 | 0–1 | 2–1 |
| Riograndense | 3–1 |     | 0–0 | 1–1 |
| Riopardense  | 0–1 | 2–1 |     | 0–1 |
| Rio Grande   | 1–1 | 1–0 | 1–1 |     |

|  |                      |
|  | Vitória do Mandante  |
|  | Empate               |
|  | Vitória do Visitante |

### Grupo C
| Grupo C | Grupo C        | Grupo C | Grupo C | Grupo C | Grupo C | Grupo C | Grupo C | Grupo C | Grupo C | Grupo C |
| Pos     | Times          | Pts     | J       | V       | E       | D       | GP      | GC      | SG      | %       |
| ------- | -------------- | ------- | ------- | ------- | ------- | ------- | ------- | ------- | ------- | ------- |
| 1       | Santa Cruz-RS  | 22      | 8       | 7       | 1       | 0       | 27      | 5       | +22     | 92      |
| 2       | Sapucaiense    | 17      | 8       | 5       | 2       | 1       | 24      | 7       | +17     | 71      |
| 3       | Novo Horizonte | 11      | 8       | 3       | 2       | 3       | 15      | 13      | +2      | 46      |
| 4       | Nova Prata     | 4       | 8       | 1       | 1       | 6       | 7       | 32      | –25     | 17      |
| 5       | União Harmonia | 3       | 8       | 1       | 0       | 7       | 9       | 25      | –16     | 13      |

|  |                                      |
|  | Equipes classificadas à Segunda Fase |

| Nova Prata     |     | 0–7 | 0–4  | 1–2 | 3–2 |
| Novo Horizonte | 1–1 |     | W.O. | 1–3 | 2–1 |
| Santa Cruz-RS  | 5–1 | 3–1 |      | 2–1 | 5–0 |
| Sapucaiense    | 6–0 | 1–1 | 2–2  |     | 5–0 |
| União Harmonia | 5–1 | 1–2 | 0–3  | 0–4 |     |

|  |                      |
|  | Vitória do Mandante  |
|  | Empate               |
|  | Vitória do Visitante |

## Fase Final
|  | Quartas de final | Quartas de final | Quartas de final | Quartas de final |       |               | Semifinais       | Semifinais       | Semifinais       | Semifinais       |  |               | Final            | Final            | Final            | Final            |  |  |
|  | 08 a 16 de junho | 08 a 16 de junho | 08 a 16 de junho | 08 a 16 de junho |       |               | 23 a 26 de junho | 23 a 26 de junho | 23 a 26 de junho | 23 a 26 de junho |  |               | 01 e 04 de julho | 01 e 04 de julho | 01 e 04 de julho | 01 e 04 de julho |  |  |
|  |                  |                  |                  |                  |       |               |                  |                  |                  |                  |  |               |                  |                  |                  |                  |  |  |
|  | Santa Cruz-RS    | 2                | 2                | 4                |       |               |                  |                  |                  |                  |  |               |                  |                  |                  |                  |  |  |
|  | Novo Horizonte   | 0                | 0                | 0                |       |               |                  |                  |                  |                  |  |               |                  |                  |                  |                  |  |  |
|  | Novo Horizonte   | 0                | 0                | 0                |       | Santa Cruz-RS | 1                | 1                | 2                |                  |  |               |                  |                  |                  |                  |  |  |
|  |                  |                  |                  |                  |       | Santa Cruz-RS | 1                | 1                | 2                |                  |  |               |                  |                  |                  |                  |  |  |
|  |                  | São Borja        | 0                | 1                | 1     |               |                  |                  |                  |                  |  |               |                  |                  |                  |                  |  |  |
|  | Sapucaiense      | São Borja        | 0                | 1                | 1     | 0             | 0                | 0                |                  |                  |  |               |                  |                  |                  |                  |  |  |
|  | Sapucaiense      |                  |                  |                  |       | 0             | 0                | 0                |                  |                  |  |               |                  |                  |                  |                  |  |  |
|  | São Borja        | 2                | 1                | 3                |       |               |                  |                  |                  |                  |  |               |                  |                  |                  |                  |  |  |
|  | São Borja        | 2                | 1                | 3                |       |               |                  |                  |                  |                  |  | Santa Cruz-RS | 0                | 4                | 4 (3)            |                  |  |  |
|  |                  |                  |                  |                  |       |               |                  |                  |                  |                  |  | Santa Cruz-RS | 0                | 4                | 4 (3)            |                  |  |  |
|  |                  | Gaúcho           | 2                | 2                | 4 (2) |               |                  |                  |                  |                  |  |               |                  |                  |                  |                  |  |  |
|  | Gaúcho           | Gaúcho           | 2                | 2                | 4 (2) | 1             | 2                | 3                |                  |                  |  |               |                  |                  |                  |                  |  |  |
|  | Gaúcho           |                  |                  |                  |       | 1             | 2                | 3                |                  |                  |  |               |                  |                  |                  |                  |  |  |
|  | Elite            | 1                | 0                | 1                |       |               |                  |                  |                  |                  |  |               |                  |                  |                  |                  |  |  |
|  | Elite            | 1                | 0                | 1                |       | Gaúcho        | 3                | 2                | 5                |                  |  |               |                  |                  |                  |                  |  |  |
|  |                  |                  |                  |                  |       | Gaúcho        | 3                | 2                | 5                |                  |  |               |                  |                  |                  |                  |  |  |
|  |                  | Rio Grande       | 1                | 0                | 1     |               |                  |                  |                  |                  |  |               |                  |                  |                  |                  |  |  |
|  | 12 Horas         | Rio Grande       | 1                | 0                | 1     | 2             | 3                | 5                |                  |                  |  |               |                  |                  |                  |                  |  |  |
|  | 12 Horas         |                  |                  |                  |       | 2             | 3                | 5                |                  |                  |  |               |                  |                  |                  |                  |  |  |
|  | Rio Grande       | 2                | 4                | 6                |       |               |                  |                  |                  |                  |  |               |                  |                  |                  |                  |  |  |